# اچ‌ام‌اس فیرفیلد (۱۹۱۹)
اچ‌ام‌اس فیرفیلد (۱۹۱۹) (به انگلیسی: HMS Fairfield (1919)) یک کشتی بود که طول آن ۲۳۱ فوت (۷۰ متر) بود. این کشتی در سال ۱۹۱۹ ساخته شد.